# The Tossers
The Tossers est un groupe de punk celtique et folk rock américain, originaire de Chicago, dans l'Illinois. Le groupe est comparé par la presse spécialisée à d'autres groupe comme Dropkick Murphys et Flogging Molly.

## Biographie
The Tossers est formé en 1993 autour des frères Duggins, Tony au chant et la mandoline et Aaron au tin whistle. Originaire de South Side quartier populaire de Chicago où un grand nombre d'immigrés irlandais s'installèrent après la grande famine au début du XXe siècle, le groupe choisit alors le nom de Tossers qui à plusieurs sens selon les pays anglophones : cela peut signifier être soul mais aussi la monnaie britannique rejetée par les irlandais après leur indépendance en 1920. Les frères Duggins mélangent alors leur amour de la musique traditionnelle irlandaise dans laquelle ils baignent plus jeune et le punk rock de leur adolescence, pour en faire un savant mélange comparable au groupe californien Flogging Molly ou encore à la référence The Pogues. En 1994, le groupe publie son premier album studio, The Pint of No Return. Un deuxième album studio, We'll Never Be Sober Again, suit en 1996 au label indépendant Folk You Records.
Le groupe s'associe ensuite avec le label indépendant Thick Records, auquel il publie deux albums studio, Long Dim Road (16 mai 2000) et Purgatory (25 mars 2003), et une compilation Communication and Conviction (2001), qui comprend leurs deux premiers albums studio The Pint of No Return et We'll Never Be Sober Again. En 2005, les Tossers s'associent avec le label Victory Records, qui publie leur album The Valley of the Shadow of Death la même année. Alors que le groupe fait face à des changements de formation, seuls les frères Duggins, le guitariste Mike Pawula, et le batteur Bones en restent les membres constants. Ils joueront sur scène avec Shane MacGowan, Spider Stacy, Stiff Little Fingers, Reverend Horton Heat, et Murphy's Law. Entre 2007 et 2012, les Tossers se consacrent à deux nouveaux albums, Agony (2007) et On a Fine Spring Evening (2008). Un nouvel album est annoncé courant 2013. Il est intitulé The Emerald City, et publié en mars 2013. Cet album est très bien accueilli par la presse spécialisée,.
En janvier 2017, le groupe annonce un nouvel album et une tournée courant l'année. Leur dernier album, Smash the Windows, est publié le 3 mars 2017,.

## Membres

### Membres actuels
- Tony Duggins - chant, mandoline
- Dan Shaww - basse, accordéon
- Aaron Duggins - tin whistle
- Mike Pawula - guitare
- Rebecca Menthe - violon
- Bones - batterie

### Anciens membres
- Rebecca Manthe - fiddle
- Brian Dwyer - guitare
- Clay Hansen - banjo
- Lynn Bower - chant
- Jason Loveall - fiddle
- Nate Van Allen - guitare
- Dan Shaw - basse
- Scott Lucas - basse (tournée)

## Discographie
- 1994 : The Pint of No Return
- 1996 : We'll Never Be Sober Again
- 2000 : Long Dim Road
- 2001 : Communication and Conviction: Last Seven Years
- 2003 : Purgatory
- 2005 : The Valley of the Shadow of Death
- 2007 : Agony
- 2008 : Gloatin' and Showboatin': Live on St. Patrick's Day (CD/DVD)
- 2008 : On a Fine Spring Evening
- 2013 : The Emerald City
- 2017 : Smash the Windows